# Hypnum cupressiforme
Hypnum cupressiforme este o specie comună și larg răspândită de mușchi aparținând genului Hypnum. Se găsește pe toate continentele, cu excepția Antarcticii, aparând într-o mare varietate de habitate și zone climatice. De obicei crește pe trunchiurile copacilor, bușteni, pereți, pietre și alte suprafețe. Preferă mediile acide și este destul de tolerant față de poluare. În trecut, era folosit ca umplutură pentru perne si saltele; de aici provenind și asocierea numelui, cu Hypnos – zeul grec al somnului.